# 巴尼·克拉克
巴尼·克拉克（英語：Barney Clark，1993年6月25日—），是2005年版《雾都孤儿》的主演。 巴尼·克拉克的母親是一名英國作家。他在讀書的時候就在學校裡面登台表演。